# Batalla de La Brossinière
La batalla de La Brossinière, también conocida como batalla de la Gravelle, en francés La "besoigne" de la Brossinière fue una batalla de la Guerra de los Cien Años el 26 de septiembre de 1423. Ocurrió en La Brossinière, municipio de Bourgon, Mayenne, entre las fuerzas de Inglaterra y Francia, poco después de la reanudación de las hostilidades, tras la batalla de Agincourt (1415).
La fuerza inglesa comandada por sir  Juan de la Pole, I conde de Lincoln, hermano de  Guillermo de la Pole, conde de Suffolk, que había regresado a Normandía tras una expedición de pillaje a Anjou y Maine, sufrió una derrota aplastante. Cousinot informa que "hubo grandes hechos de armas"[1] y que los ingleses fueron golpeados en el campo y hubo entre mil cuatrocientos y mil quinientos muertos.[2].

## Antecedentes
La batalla de Agincourt había sido particularmente perjudicial para la nobleza de la región. Después de esta batalla, el regente inglés Juan, Duque de Bedford, al que se le concedieron los títulos de  Duque de Anjou y  Conde de Maine, ordenó una conquista sistemática, aunque esta no se llevó a cabo sin resistencia.
En septiembre de 1423, Juan de la Pole abandonó Normandía con 2000 soldados y 800 arqueros para ir a hacer incursiones en Maine y Anjou,[3], y se apoderó de Segré, donde reunió una enorme colección de botín y un rebaño de 1200 toros y vacas, antes de partir para regresar a Normandía, tomando rehenes a su paso.
La reina Yolanda de Aragón, suegra de Carlos VII de Francia, que se encontraba en su ciudad de Angers, tuvo la primera idea de vengar la afrenta y los daños sufridos por su condado y ordenó tal misión al más valiente de los partisanos del rey francés, Ambroise de Loré, que había sido comandante de Sainte-Suzanne desde 1422. Sabiendo que Juan VIII de Harcourt, conde de Aumale y gobernador de Touraine, Anjou y Maine, estaba entonces en Tours y preparando una expedición a Normandía, Amboise envió un mensaje a Aumale por carta. El gobernador se apresuró a llegar a Laval trayendo las tropas que ya había reunido y convocando a hombres de todas las tierras por las que había pasado.[4].

## Preludio
La respuesta más rápida y mejor armada provino del barón de Coulonges, cuyos servicios fueron aceptados a pesar de su vergüenza actual con el gobernador, quien se limitó a ordenar a Coulonges que no se presentara ante él. Toda esta concentración de fuerza se reunió muy rápidamente. D'Aumale aún no había llegado a Laval el viernes 24 de septiembre, pero partió de nuevo el sábado por la mañana, en su camino para tomar una posición en el camino para seguir a los ingleses, enviando exploradores para vigilar su marcha e informarle exactamente de ella. Era temprano en Le Bourgneuf-la-Forêt, desde donde envió un mensaje a Ana de Laval en  Vitrépara que ella le enviara el ejército de sus hijos, llamado André de Lohéac, entonces un joven de doce años; lo cual hizo de buena gana, y lo envió a acompañarlo, el maestro Guy XIV de Laval, señor de Mont-Jean, y toda la gente del señor de Laval, con varios otros de sus vasallos que ella pudo recuperar y traer rápidamente de otras partes.[5]
Aumale tomó consejo del bastardo de Alençon, padre de Mont-Jean, Luis de Trémigon y Ambroise de Loré. Les dijo que los ingleses estaban a tres leguas y que pasarían por La Brossinière siguiendo la carretera principal desde Bretaña, el domingo por la mañana[6]. En total, Wavrin declaró que el ejército francés tenía 6000 hombres de armas y soldados comunes.[7].

## El campo de batalla
La batalla se libró en el antiguo chemin gravelais , o chemin du Roy, como se le llamó en 1454, un famoso camino antiguo construido para disminuir  el tiempo de viaje de los carruajes entre Anjou y Normandía. [8]

## La Batalla
Dos horas después de que las tropas estuvieran en orden de batalla, llegaron los exploradores ingleses que las perseguían y se encontraron con los escaramuzadores franceses. Los exploradores los atropellaron y los obligaron a retirarse a la línea de batalla, donde se mantuvieron firmes. Los ingleses ya no podían perseguirlos, ya que delante de ellos había un cuerpo masivo de caballería, que se retiraba hacia el conde de Aumale; solo estaban a un tiro de arco cuando las tropas se revelaron.
Los ingleses, con un largo tren de equipajes pero marchando en buen estado, colocaron grandes estacas, detrás de las cuales podían retirarse en caso de ataque de la caballería. La infantería se movió al frente y el convoy de carros y tropas cerró la ruta hacia atrás. Trémigon, Loré y Coulonges querían hacer un intento de ataque a las defensas, pero eran demasiado fuertes; se volvieron y atacaron a los ingleses por el flanco, que se rompieron y acorralaron contra una gran zanja, perdiendo su orden. Los soldados de a pie avanzaron y lucharon mano a mano. Los ingleses fueron incapaces de resistir el ataque durante mucho tiempo[9].
El resultado fue una carnicería en la que perecieron en el campo entre 1.200 y 1.400 hombres de las fuerzas inglesas, con 2-300 muertos en la persecución. Otros, entre ellos Sir John de la Pole, Thomas Aubourg y Thomas Cliffeton, se rindieron; solo 120 escaparon. Del lado francés, solo se perdió un caballero, John Le Roux, y "otros pocos[sin título]" ("peu d'autres")[10] El André de 16 años de Lohéac, futuro mariscal de Francia, fue nombrado caballero junto con varios de sus compañeros[11] La señora de Laval hizo enterrar a los muertos.

## Repercusiones
Aumale se trasladó a Normandía, sitió Avranches y saqueó los suburbios de Saint-Lô.[3] Un ejército de socorro inglés avanzó en su posición y lo obligó a abandonar el sitio.[3]